# Csülleng
A csülleng (Isatis) a káposztafélék (Brassicaceae) családjába tartozó növénynemzetség.
Fajai Közép- és Dél-Európában, Észak-Afrikában és Ázsia nagyobb részén őshonosak. Magyarországon két csüllengfaj őshonos: a korábban kékfestésre is használt, Magyarországon védett festő csülleng (Isatis tinctoria), illetve a magyar csülleng (Isatis praecox).

## Fajok
A nemzetségbe az alábbi fajok tartoznak:
- Isatis amani P.H.Davis
- Isatis apennina Ten. ex Grande
- Isatis aptera (Boiss. & Heldr.) Al-Shehbaz, Moazzeni & Mumm.
- Isatis arenaria Azn.
- Isatis armena L.
- Isatis arnoldiana N.Busch
- Isatis aucheri Boiss.
- Isatis biscutellifolia Boiss. & Buhse
- Isatis bitlisica P.H.Davis
- Isatis boissieriana Rchb.f.
- Isatis boreava (E.H.L.Krause) ined.
- Isatis brachycarpa C.A.Mey.
- Isatis brevipes (Bunge) Jafri
- Isatis bullata Aitch. & Hemsl.
- Isatis bungeana Seidlitz
- Isatis buschiana Schischk.
- Isatis buschiorum Hovh.
- Isatis callifera Boiss. & Balansa
- Isatis campylocarpa Boiss.
- Isatis canaliculata (Vassilcz.) V.V.Botschantz.
- Isatis candolleana Boiss.
- Isatis cappadocica Desv.
- Isatis cardiocarpa (Trautv.) Al-Shehbaz, Moazzeni & Mumm.
- Isatis caucasica N.Busch
- Isatis cochlearis Boiss.
- Isatis constricta P.H.Davis
- Isatis costata C.A.Mey.
- Isatis davisiana H.Misirdali ex P.H.Davis, R.R.Mill & Kit Tan
- Isatis demiriziana H.Misirdali ex P.H.Davis, R.R.Mill & Kit Tan
- Isatis densiflora (Bunge ex Boiss.) D.A.German
- Isatis deserti (N.Busch) V.V.Botschantz.
- Isatis djurdjurae Coss. & Durieu
- Isatis elegans (Boiss.) Hadac & Chrtek
- Isatis emarginata Kar. & Kir.
- Isatis erzurumica P.H.Davis
- Isatis floribunda Boiss. ex Bornm.
- Isatis frigida Boiss. & Kotschy
- Isatis frutescens Kar. & Kir.
- Isatis gaubae Bornm.
- Isatis glastifolia (Fisch. & C.A.Mey.) Al-Shehbaz, Moazzeni & Mumm.
- Isatis glauca Aucher ex Boiss. – kis-ázsiai csülleng[2]
- Isatis grammotis Kit Tan
- Isatis grossheimii N.Busch
- Isatis gymnocarpa (Fisch. ex DC.) Al-Shehbaz, Moazzeni & Mumm.
- Isatis harsukhii O.E.Schulz
- Isatis hirtocalyx Franch.
- Isatis huber-morathii P.H.Davis
- Isatis iberica Steven
- Isatis jacutensis (N.Busch) N.Busch
- Isatis karjaginii Schischk.
- Isatis kotschyana Boiss. & Hohen.
- Isatis kozlovskyi Grossh.
- Isatis laevigata Trautv.
- Isatis latisiliqua Steven
- Isatis leuconeura Boiss. & Buhse
- Isatis littoralis Steven
- Isatis lockmanniana Kotschy ex Boiss.
- Isatis lusitanica L.
- Isatis mardinensis P.H.Davis & H.Misirdali
- Isatis maxima Pavlov
- Isatis microcarpa J.Gay ex Boiss.
- Isatis minima Bunge
- Isatis multicaulis (Kar. & Kir.) Jafri
- Isatis oblongata DC.
- Isatis odontogera (Bordz.) D.A.German
- Isatis ornithorhynchus N.Busch
- Isatis pachycarpa Rech.f., Aellen & Esfand.
- Isatis pinnatiloba P.H.Davis
- Isatis platyloba Link ex Steud.
- Isatis praecox Kit. ex Tratt. – magyar csülleng[2]
- Isatis raimondoi Di Grist., Scafidi & Domina
- Isatis raphanifolia Boiss.
- Isatis reticulata C.A.Mey.
- Isatis rugulosa Bunge ex Boiss.
- Isatis sabulosa Steven ex Ledeb.
- Isatis sevangensis N.Busch
- Isatis sivasica P.H.Davis
- Isatis spatella P.H.Davis
- Isatis spectabilis P.H.Davis
- Isatis steveniana Trautv.
- Isatis stocksii Boiss.
- Isatis subdidyma (N.Busch) V.E.Avet.
- Isatis subradiata Rupr.
- Isatis takhtajanii Avet.
- Isatis taurica M.Bieb.
- Isatis tinctoria L. – festő csülleng[2]
- Isatis tomentella Boiss. & Balansa
- Isatis trachycarpa Trautv.
- Isatis turcomanica Korsh.
- Isatis undulata Aucher ex Boiss.
- Isatis violascens Bunge
- Isatis zarrei Al-Shehbaz, Moazzeni & Mumm.